# Copa Intercontinental 1988
La Copa Intercontinental 1988 fue la vigésimo séptima edición del torneo que enfrentaba al campeón de la Copa Libertadores de América con el campeón de la Copa de Campeones de Europa. Se llevó a cabo, por novena vez consecutiva, en un único partido jugado el 11 de diciembre de 1988 en el Estadio Nacional de la ciudad de Tokio, en Japón.
El encuentro fue disputado por Nacional de Uruguay, ganador de la Copa Libertadores 1988, y PSV Eindhoven de los Países Bajos, campeón de la Copa de Campeones de Europa 1987-88. El marcador final, pasados los 90 minutos reglamentarios y los 30 del tiempo suplementario, fue de empate 2-2. En la definición por penales, el equipo sudamericano se llevó la victoria por 7 a 6. El triunfo le significó a Nacional su tercer título como campeón del mundo —alcanzando el récord que por entonces compartía solamente con su archirrival Peñarol— y su séptimo título internacional.
Esta final está considerada, tanto por la prensa oficial de la Conmebol y la FIFA como por los aficionados, como una de las finales más emotivas de la historia de la Copa Intercontinental, producto, en gran medida, de lo cambiante del resultado durante el transcurso de los 120 minutos —ambos equipos estuvieron en ventaja en diferentes tramos del partido—, y de la extensa y dramática definición por penales, donde cada conjunto ejecutó 10 tiros, llegando los dos a estar a solo un gol de coronarse campeones.

## Equipos participantes
| UEFA (Europa)         |  | PSV Eindhoven |  | Campeón de la Copa de Campeones de Europa (1987-88) |
| Conmebol (Sudamérica) |  | Nacional      |  | Campeón de la Copa Libertadores de América (1988)   |

## Sede
| Japón               |          |
| Ciudad              | Estadio  |
| Tokio               | Nacional |
|                     |          |
| 57 363 espectadores |          |

## Desarrollo

### Primer tiempo
Durante el primer tiempo, Nacional abrió rápidamente el marcador cuando a los 7 minutos de juego Santiago Ostolaza conectó un cabezazo tras centro de córner ejecutado por William Castro que el arquero Van Breukelen intentó rechazar con sus puños sin lograr hacerlo.
Tres minutos más tarde Koeman jugó el balón atrás con su arquero pero De Lima se lo quitó y cuando intentó eludir al portero este hizo contacto con él y cayó al suelo. Los uruguayos reclamaron penal pero el juez Díaz Palacios consideró que no hubo falta y el partido continuó. A los 43 minutos, Nacional tuvo otra oportunidad de ampliar la ventaja cuando de Lima tomó el esférico y realizó una corrida por la banda izquierda de la cancha, eludió un defensor y remató al arco. Van Breukelen contuvo el tiro pero dando un rebote que cayó en los pies del propio de Lima que volvió a conectar un zurdazo que el defensa Heintze desvió sobre la línea de gol.

### Segundo tiempo
El segundo tiempo fue parejo para ambos equipos, pero cuando faltaban 15 minutos para finalizar el encuentro, el brasileño Romário logró empatar el partido de cabeza para el PSV Eindhoven. Los 15 minutos finales transcurrieron sin más hechos relevantes por lo que al no haber ganador hubo que recurrir a los 30 minutos de alargue.

### Tiempo suplementario
Durante el alargue no se daban situaciones a resaltar hasta que en el minuto 110 el árbitro colombiano cobró penal a favor del PSV por infracción de Revelez y Gómez contra el delantero Ellerman. Todo el conjunto de Nacional le reclamó airadamente al colombiano que no había habido falta. Koeman remató al medio del arco y puso el 2 a 1. 
El técnico Roberto Fleitas enseguida mandó a la cancha al delantero Daniel Carreño buscando igualar el encuentro. A los 117 minutos el ingresado delantero tuvo una chance de igualar pero su remate desde el borde del área grande fue tapado por un defensa neerlandés. En el minuto 119 Morán patea al arco desde la izquierda. El remate fue atrapado por Van Breukelen detrás de la línea de fondo. Díaz Palacio sin embargo cobra tiro de esquina por entender que la pelota había tocado en Gerets. Nacional mandó a todos sus jugadores al área del PSV a buscar el empate. Yubert Lemos efectuó el córner pasado, al segundo palo. Van Breukelen no logró atrapar el balón que fue a dar nuevamente a la cabeza de Ostolaza quien conectó el esférico hacia el arco. La pelota cruzó la línea de gol pero no llegó a la red ya que un defensa del PSV intentó rechazarla.
El árbitro cobró gol y los jugadores y cuerpo técnico uruguayo celebraron efusivamente el empate; los neerlandeses por su parte, le reclamaban al colombiano que la jugada no había sido tiro de esquina. Habría que recurrir a los tiros penales para decidir qué equipo se consagraría campeón del mundo.

### Tanda de penales
La tanda de penales fue extremadamente larga ya que hubo que rematar 10 penales adicionales sobre los 10 regulares para definir al ganador.
Empezaron rematando Koeman para el PSV y Lemos para Nacional, convirtiendo ambos. 
Los siguientes penales de cada equipo fueron ejecutados por Kieft y por Carreño, los cuales fueron atajados por los arqueros de las respectivas escuadras.
Luego llegó el turno de Gillhaus, que puso el 2 a 1. Morán no pudo empatar al desviar su tiro por encima del travesaño. El cuarto penal del PSV fue convertido por Romário. El equipo dirigido por Guus Hiddink se puso momentáneamente 3 a 1 arriba hasta que Castro descontó al tocar su balón a la derecha de Van Breukelen que se tiró para el otro lado.
Lerby tenía en sus pies la copa ya que si convertía, el PSV se consagraba campeón pero Seré logró rozar el balón que se estrelló en el travesaño. Así, posteriormente De León consiguió empatar transitoriamente la serie en 3 tantos por bando.
Ahora comenzaba el formato de muerte súbita, un penal cada equipo hasta que uno embocara y otro errase.
Ellerman y de Lima pusieron el 4 a 4. Luego fueron los turnos de Valckx y Revelez que tampoco fallaron. Jorge Seré contuvo el penal de Gerets y ahora era Nacional quien tenía la oportunidad de llevarse el título pero Pintos Saldanha estrelló su remate contra el horizontal. Koot y Ostolaza consiguieron efectivizar sus penales quedando la serie 6 a 6.
Seré volvió a contener otro penal, esta vez rematado por Van Aerle y así Nacional por intermedio de Tony Gómez, volvía a tener la oportunidad de definir el encuentro. Remató arriba, a la izquierda del portero neerlandés consagrando al Club Nacional de Football como tricampeón del mundo.

## Ficha del partido
| 1          | POR        | Jorge Seré                |      |
| 2          | DEF        | Tony Gómez                |      |
| 3          | DEF        | Hugo De León              |      |
| 4          | DEF        | Felipe Revelez            |      |
| 5          | DEF        | José Luis Pintos Saldanha |      |
| 6          | MED        | Santiago Ostolaza         |      |
| 8          | MED        | Yubert Lemos              |      |
| 10         | MED        | Jorge Cardaccio           | 75'  |
| 7          | DEL        | Ernesto Vargas            | 112' |
| 9          | DEL        | Juan Carlos de Lima       |      |
| 11         | DEL        | William Castro            |      |
| Entrenador | Entrenador | Roberto Fleitas           |      |

| 1          | POR        | Hans van Breukelen |     |
| 2          | DEF        | Eric Gerets        |     |
| 4          | DEF        | Ronald Koeman      |     |
| 3          | DEF        | Adick Koot         |     |
| 5          | DEF        | Jan Heintze        | 73' |
| 7          | MED        | Berry van Aerle    |     |
| 6          | MED        | Søren Lerby        |     |
| 8          | MED        | Gerald Vanenburg   | 90' |
| 10         | DEL        | Wim Kieft          |     |
| 9          | DEL        | Romário            |     |
| 11         | DEL        | Juul Ellerman      |     |
| Entrenador | Entrenador | Guus Hiddink       |     |

| 14 | MED | Héctor Morán   | 75'  |
| 15 | DEL | Daniel Carreño | 112' |

| 12 | DEF | Hans Gillhaus | 73' |
| 15 | MED | Stan Valckx   | 90' |

| Anotado | 7'   | Santiago Ostolaza | 1:0 |
| Anotado | 120' | Santiago Ostolaza | 2:2 |

| Anotado         | 75'  | Romário       | 1:1 |
| Anotado · Penal | 110' | Ronald Koeman | 1:2 |

|                           |                  | 0:1 | Acierto de penal | Ronald Koeman   |
| Yubert Lemos              | Acierto de penal | 1:1 |                  |                 |
|                           |                  | 1:1 | Fallo de penal   | Wim Kieft       |
| Daniel Carreño            | Fallo de penal   | 1:1 |                  |                 |
|                           |                  | 1:2 | Acierto de penal | Hans Gillhaus   |
| Héctor Morán              | Fallo de penal   | 1:2 |                  |                 |
|                           |                  | 1:3 | Acierto de penal | Romário         |
| William Castro            | Acierto de penal | 2:3 |                  |                 |
|                           |                  | 2:3 | Fallo de penal   | Søren Lerby     |
| Hugo De León              | Acierto de penal | 3:3 |                  |                 |
|                           |                  | 3:4 | Acierto de penal | Juul Ellerman   |
| Juan Carlos de Lima       | Acierto de penal | 4:4 |                  |                 |
|                           |                  | 4:5 | Acierto de penal | Stan Valckx     |
| Felipe Revelez            | Acierto de penal | 5:5 |                  |                 |
|                           |                  | 5:5 | Fallo de penal   | Eric Gerets     |
| José Luis Pintos Saldanha | Fallo de penal   | 5:5 |                  |                 |
|                           |                  | 5:6 | Acierto de penal | Adick Koot      |
| Santiago Ostolaza         | Acierto de penal | 6:6 |                  |                 |
|                           |                  | 6:6 | Fallo de penal   | Berry van Aerle |
| Tony Gómez                | Acierto de penal | 7:6 |                  |                 |

| Amonestado | José Luis Pintos Saldanha |
| Amonestado | Héctor Morán              |
| Amonestado | William Castro            |
| Amonestado | Felipe Revelez            |

| Amonestado | Søren Lerby   |
| Amonestado | Juul Ellerman |
| Amonestado | Ronald Koeman |

| Árbitro             | Jesús Díaz Palacio |
| Árbitros asistentes | Ki Chul Kil        |
| Árbitros asistentes | Masahiro Sogawa    |

| 1          | POR        | Jorge Seré                |      |
| 2          | DEF        | Tony Gómez                |      |
| 3          | DEF        | Hugo De León              |      |
| 4          | DEF        | Felipe Revelez            |      |
| 5          | DEF        | José Luis Pintos Saldanha |      |
| 6          | MED        | Santiago Ostolaza         |      |
| 8          | MED        | Yubert Lemos              |      |
| 10         | MED        | Jorge Cardaccio           | 75'  |
| 7          | DEL        | Ernesto Vargas            | 112' |
| 9          | DEL        | Juan Carlos de Lima       |      |
| 11         | DEL        | William Castro            |      |
| Entrenador | Entrenador | Roberto Fleitas           |      |

| 1          | POR        | Hans van Breukelen |     |
| 2          | DEF        | Eric Gerets        |     |
| 4          | DEF        | Ronald Koeman      |     |
| 3          | DEF        | Adick Koot         |     |
| 5          | DEF        | Jan Heintze        | 73' |
| 7          | MED        | Berry van Aerle    |     |
| 6          | MED        | Søren Lerby        |     |
| 8          | MED        | Gerald Vanenburg   | 90' |
| 10         | DEL        | Wim Kieft          |     |
| 9          | DEL        | Romário            |     |
| 11         | DEL        | Juul Ellerman      |     |
| Entrenador | Entrenador | Guus Hiddink       |     |

| 14 | MED | Héctor Morán   | 75'  |
| 15 | DEL | Daniel Carreño | 112' |

| 12 | DEF | Hans Gillhaus | 73' |
| 15 | MED | Stan Valckx   | 90' |

| Anotado | 7'   | Santiago Ostolaza | 1:0 |
| Anotado | 120' | Santiago Ostolaza | 2:2 |

| Anotado         | 75'  | Romário       | 1:1 |
| Anotado · Penal | 110' | Ronald Koeman | 1:2 |

|                           |                  | 0:1 | Acierto de penal | Ronald Koeman   |
| Yubert Lemos              | Acierto de penal | 1:1 |                  |                 |
|                           |                  | 1:1 | Fallo de penal   | Wim Kieft       |
| Daniel Carreño            | Fallo de penal   | 1:1 |                  |                 |
|                           |                  | 1:2 | Acierto de penal | Hans Gillhaus   |
| Héctor Morán              | Fallo de penal   | 1:2 |                  |                 |
|                           |                  | 1:3 | Acierto de penal | Romário         |
| William Castro            | Acierto de penal | 2:3 |                  |                 |
|                           |                  | 2:3 | Fallo de penal   | Søren Lerby     |
| Hugo De León              | Acierto de penal | 3:3 |                  |                 |
|                           |                  | 3:4 | Acierto de penal | Juul Ellerman   |
| Juan Carlos de Lima       | Acierto de penal | 4:4 |                  |                 |
|                           |                  | 4:5 | Acierto de penal | Stan Valckx     |
| Felipe Revelez            | Acierto de penal | 5:5 |                  |                 |
|                           |                  | 5:5 | Fallo de penal   | Eric Gerets     |
| José Luis Pintos Saldanha | Fallo de penal   | 5:5 |                  |                 |
|                           |                  | 5:6 | Acierto de penal | Adick Koot      |
| Santiago Ostolaza         | Acierto de penal | 6:6 |                  |                 |
|                           |                  | 6:6 | Fallo de penal   | Berry van Aerle |
| Tony Gómez                | Acierto de penal | 7:6 |                  |                 |

| Amonestado | José Luis Pintos Saldanha |
| Amonestado | Héctor Morán              |
| Amonestado | William Castro            |
| Amonestado | Felipe Revelez            |

| Amonestado | Søren Lerby   |
| Amonestado | Juul Ellerman |
| Amonestado | Ronald Koeman |

| Árbitro             | Jesús Díaz Palacio |
| Árbitros asistentes | Ki Chul Kil        |
| Árbitros asistentes | Masahiro Sogawa    |

|                           |
| Bandera de Uruguay        |
| Campeón C. Nacional de F. |
| 3.er título               |